# فدریکو دلیا
فدریکو دلیا (اسپانیایی: Federico D'Elía‎؛ زادهٔ ۴ اکتبر ۱۹۶۶) بازیگر اهل آرژانتین است.
از فیلم‌ها یا برنامه‌های تلویزیونی که وی در آن نقش داشته‌است، می‌توان به تانگوی وحشی، آپارتمان صفر و کلبه دریا اشاره کرد.